# Johann Cogeler

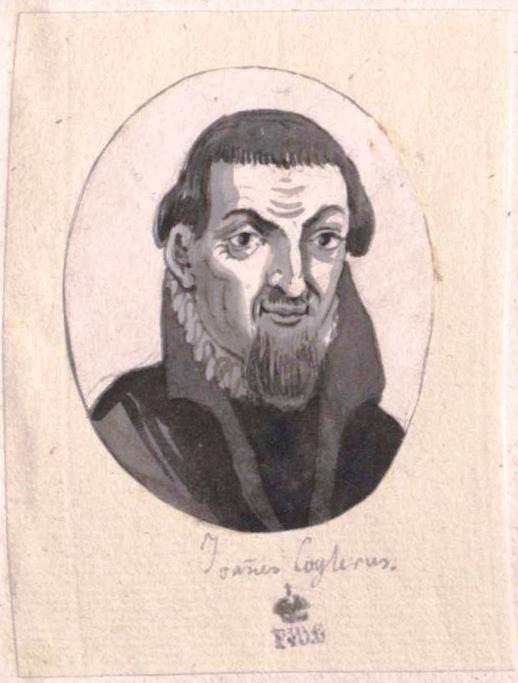
Johannes Coglerus

Johann Cogeler (auch Kogeler oder Cogler; * 1525 in Quedlinburg; † 25. Dezember 1605 in Stettin) war ein deutscher evangelisch-lutherischer Theologe und langjähriger Generalsuperintendent von Pommern-Stettin.

## Leben und Wirken
Johann Cogeler nahm im Jahre 1545 das Studium in Wittenberg auf, wo er noch Martin Luther erlebte. Nach Luthers Tod ging er im Dezember 1547 nach Rostock, um dann 1549 wieder nach Wittenberg zurückzukehren. 1550 erhielt er dort die Magisterwürde. Im Juni desselben Jahres nahm ihn die Philosophische Fakultät in Rostock als Magister Wittenberge promotus auf. Während seines Studiums wurde er durch die pommersche Herzogin Anna finanziell unterstützt.
Im Jahre 1551 übernahm Cogeler als Nachfolger von Peter Artopaeus das Amt des Rektors an der Stadtschule im pommerschen Stettin, kehrte aber nach drei Jahren zunächst wieder nach Wittenberg zurück.
Am 27. Juli 1557 wurde Cogeler 2. Pastor an der Jakobikirche in Stettin und dort Mitarbeiter des Superintendenten Paul von Rhoda. Nur einmal fuhr er noch nach Wittenberg, als er dort 1558 die theologische Doktorwürde erhielt.
Im Jahre 1572 wurde Cogeler zum neuen Generalsuperintendenten von Pommern-Stettin berufen – in der Nachfolge des krankheitshalber aus dem Amt geschiedenen Christoph Stymmelius. Als Generalsuperintendent von Pommern-Stettin arbeitete er eng mit dem Generalsuperintendenten von Pommern-Wolgast, Jacob Runge, zusammen. Beide engagierten sich gegen den Calvinismus, der in Pommern Fuß zu fassen drohte. Im Jahre 1595 trat Cogeler als Generalsuperintendent zurück, blieb aber als Pfarrer tätig. Cogelers Nachfolger als Generalsuperintendent wurde Jakob Faber.
Cogeler veröffentlichte mehrere theologische Schriften. Sein bekanntestes Werk sind die Imagines elegantissimae, ein in fünf Teilen erschienenes Handbuch für Lehrer und Prediger, das den Einfluss von Philipp Melanchthon auf Cogeler zeigt. Daneben sind mehrere seiner Predigten, insbesondere Leichenpredigten, gedruckt.
Cogeler starb im Alter von 80 Jahren in Stettin und wurde in der Jakobikirche bestattet.

## Schriften (Auswahl)
- Imagines elegantissimae, 5 Teile, Wittenberg 1558–1567.
- Leichenpredigt auf Christoph Stymmelius, Pastor und Professor am Fürstlichen Pädagogium, vom 22. Februar 1588, Georg Rheten Erben, Alten Stettyn ca. 1588.
- Eine Auslegung der sechs Stücke des heiligen Catechismi, Stettin 1595.